# Consolat d'Israel a Barcelona
El Consolat Honorari d'Israel a Barcelona és la missió diplomàtica d'Israel a la ciutat de Barcelona. Es troba al número 94 de la Gran Via de Carles III, al districte de les Corts.

## Història
Ja el 1972 existien rumors sobre la seva possible obertura del consolat en la capital catalana, fins i tot abans que existís una ambaixada a l'estat espanyol. El 8 de juny de 1994, vuit anys després que l'estat espanyol establís relacions diplomàtiques amb Israel, el cos diplomàtic israelià van obtenir els permisos diplomàtics, signat pel rei d'Espanya, per establir un consolat israelià a Barcelona i fou inaugurat dos mesos després per l'aleshores president de la Generalitat Jordi Pujol, concretament el 22 de setembre. En la inauguració, l'ambaixador israelià a Espanya, Yaacov Cohén, va prometre intensificar les relacions entre Israel i la Generalitat.
| « | L'obertura del consolat d'Israel a Barcelona respon a les profundes relacions entre Catalunya i Israel i al seu creixent intercanvi turístic, cultural, comercial, econòmic i científic. (...) Les relacions hispanoisraelianes, i en particular les catalanoisraelianes, són millors que mai. (...) Catalunya i Israel poden i han d'establir nous vincles entorn d'Europa i el Mediterrani (...) i les dades revelen la importància de les relacions econòmiques entre Catalunya i Israel en el present i les seves possibilitats en el futur. | » |
| — Discurs de la inauguració del consolat israelià a Barcelona de l'ambaixador israelià a Espanya, Yaacov Cohén., La Vanguardia | |   |

El consolat no es va mantenir gaire temps obert, tancant-se tres anys després quan el primer cònsol, el filantrop David Melul Benarroch va plegar.
El 8 de juny de 2017, es va tornar a reinaugurar el consolat, a porta tancada, per l'aleshores president de la Generalitat Carles Puigdemont esdevenint així el tercer consolat israelià ubicat a l'estat espanyol —després dels d'Andalusia i Extremadura. D'ençà de l’11 d'octubre de 2016, el segon i actual cònsol és l'advocat José Antonio Sánchez Molina. Fou criticat per la seva vinculació amb l'entitat d'extrema dreta espanyola Fuerza Nueva.